# Taiguara!
Taiguara!, é o título do álbum de estreia do cantor, compositor e instrumentista brasileiro Taiguara, lançado no formato LP em 1965 no Brasil. Em seu álbum de estreia, predomina o tom da bossa Nova e do samba sobre outros estilos musicais, que seriam desenvolvidos apenas no final dos anos 1960 . O disco conta com a produção de Armando Pittigliani, arranjos de Luiz Chaves, contrabaixista do Zimbo Trio e, na capa e na contracapa do LP, lê-se recomendações de Edu Lobo, Alayde Costa e Luizinho Eça.
Taiguara! foi relançado no ano de 2006 na forma de CD, pela gravadora da Universal Music.

## Faixas
Todas as faixas escritas e compostas por Taiguara, exceto quando referenciado. 
| Lado A |                             |                                       |         |  |
| N.º    | Título                      | Compositor(es)                        | Duração |  |
| 1.     | "Samba De Copo Na Mão"      |                                       | 3:43    |  |
| 2.     | "Preciso Aprender A Ser Só" |                                       | 3:33    |  |
| 3.     | "Mulata É Pra Sambar"       |                                       | 2:25    |  |
| 4.     | "Graúna"                    | Glaciliano Corrêa da Silva e Taiguara | 2:24    |  |
| 5.     | "Cecília"                   |                                       | 4:57    |  |

| Lado B |                       |                                       |         |  |
| N.º    | Título                | Compositor(es)                        | Duração |  |
| 6.     | "Flor Da Manhã"       | Adylson Godoy                         | 3:16    |  |
| 7.     | "Formosa"             | Baden Powell e Vinícius de Morais     | 2:02    |  |
| 8.     | "O Pesqueiro"         |                                       | 2:00    |  |
| 9.     | "Eu Não Sou Do Morro" | Geraldo Cunha e Alberto Helena Júnior | 2:16    |  |
| 10.    | "A Hora Do Nego"      |                                       | 2:17    |  |
| 11.    | "Samba De Verão"      | Marcos Valle e Paulo Sérgio Valle     | 2:59    |  |

## Ficha Técnica

### Músicos
- Taiguara - voz, violão e piano
- Luiz Chaves - arranjos e regência

### Produção de Estúdio
- Armando Pittigliani - produção
- Sylvio Rabello - engenheiro de som

## Ligações Externas
- Taiguara! no sítio Discogs.
- Taiguara! no sítio Immub.